# Kelly Vollebregt
Johanna „Kelly“ Vollebregt (* 1. Januar 1995 in Delft) ist eine niederländische Handballspielerin.

## Karriere

### Im Verein
Vollebregt spielte in den Niederlanden bei HV Quintus, mit dem sie in der Saison 2012/13 am Europapokal der Pokalsieger teilnahm. In der Spielzeit 2012/13 der Eredivisie wurde sie zum Talent des Jahres gewählt. Im Sommer 2013 wechselte die Außenspielerin zum deutschen Bundesligisten Vulkan-Ladies Koblenz/Weibern. Ab dem Sommer 2015 stand sie bei der TuS Metzingen unter Vertrag. Zur Saison 2019/20 wechselte sie zu Borussia Dortmund. Mit Dortmund gewann sie 2021 die deutsche Meisterschaft. Im Sommer 2021 schloss sich Vollebregt dem dänischen Erstligisten Odense Håndbold an. Mit Odense gewann sie 2022 die dänische Meisterschaft. In der Saison 2023/24 stand sie beim französischen Erstligisten les Neptunes de Nantes unter Vertrag. Anschließend kehrte sie zu Borussia Dortmund zurück.

### In Auswahlmannschaften
Vollebregt gehört dem Kader der niederländischen Jugend-Nationalmannschaft an. Mit den Niederlanden nahm die Linkshänderin an der U-19-Europameisterschaft 2013 teil, wo sie am Turnierende in das Allstar-Team gewählt wurde. Mittlerweile gehört sie dem Kader der niederländischen Nationalmannschaft an. Sie nahm mit den Niederlanden an der Weltmeisterschaft 2023 teil und schloss das Turnier auf dem fünften Platz ab. Vollebregt warf im Turnierverlauf 15 Tore.